# SAFAT M1926中型機槍
SAFAT M1926是第二次世界大战期間義大利軍隊所使用的中型機槍，發射.303英寸（7.7毫米；義大利稱：8毫米菲亚特）口徑英式步枪子彈版本。

## 概述
菲亚特汽车（意大利都灵自動車製造廠）是歐洲最大的汽車工業之一，在第一次世界大战當中是意大利主要的陸基和航空机槍供應商之一，其中大多數是由雷維利所設計的。
第一次世界大戰結束後，1926年，菲亚特成立了專門致力於機槍的子公司，即都灵武器工廠有限公司（Societa Anonima Fabrica Armi Torino），通常被縮寫而稱為S.A.F.A.T，即SAFAT。
S.A.F.A.T所生產的第一款航空機槍是M1928，為M1926的放大版，採用彈鏈供彈並且提高了射速。但是，它的主要變化是採用了8毫米菲亚特彈藥，而非義大利常用的M1891 6.5毫米彈藥。值得一提的是，這個所謂的“8毫米菲亚特”（8mm FIAT）命名實際上是對7.7×56R彈藥（.303英式彈）的花哨變稱。兩款彈種完全可以互換使用。
M1928裝設在1920年代末至1930年代初的某些雙翼戰鬥機以上。事實證明，這款機槍並不可靠，因為有時彈殼會破裂然後殘留在膛室中，並且難以與射击断续器同步，因而被性能更優良的布雷達SAFAT設計所取代。

## 外部連結
- （英文）—La 12,7 Breda（页面存档备份，存于）